# Rami Saari
Rami Saari (né en 1963 à Petah Tikva en Israël) est un poète, traducteur, linguiste et critique littéraire.

## Biographie
Rami Saari a étudié et enseigné les langues sémitiques et ouraliennes dans les universités d'Helsinki, de Budapest et de Jérusalem. Il a obtenu en 2003 son doctorat en linguistique (Ph.D.) à  l'université hébraïque de Jérusalem.
En mars 2007, Saari a publié sept livres et traduit quarante traductions de livres de poésie et de prose de l’albanais, du catalan, de l’espagnol, de l’estonien, du finnois, du grec moderne, du hongrois, du portugais et du turc,. Depuis 2002 Saari est le rédacteur en chef des pages concernant la poésie israélienne du site international www.poetryinternational.org.
En 1996 et 2003 il a été reçu le Prix du Premier ministre pour la littérature et en 2006 le Prix Tchernikhovsky pour ses traductions.

## Œuvres

### De Rami Saari (inédits en français)
- Voilà, j’ai trouvé ma maison, 1988
- Des hommes au carrefour, 1991
- Le chemin de la douleur forte, 1997
- Le livre de la vie, 2001
- Tant et tant de guerre, 2002
- Les prépositions du maltais (thèse de doctorat), 2003
- Le cinquième Shogun, 2005

## Prix
- 2010, Prix d'État de la traduction